# Laurie Kreiner
Lauren Margaret Kreiner, coniugata Vaillancourt, detta Laurie (Timmins, 30 giugno 1954), è un'ex sciatrice alpina canadese.

## Biografia
Sciatrice polivalente figlia del medico della nazionale di sci alpino del Canada ai X Giochi olimpici invernali di Grenoble 1968 e sorella di Kathy, a sua volta sciatrice alpina, Laurie Kreiner ottenne il primo risultato di rilievo in Coppa del Mondo il 17 dicembre 1971 sulle nevi di Sestriere, dove concluse 10ª in discesa libera; nella stessa stagione esordì ai Giochi olimpici invernali e a Sapporo 1972 si classificò 20ª nella discesa libera, 4ª nello slalom gigante, 12ª nello slalom speciale e 5ª nella combinata, disputata in sede olimpica ma valida solo ai fini dei Mondiali 1972. In Coppa del Mondo conquistò il miglior risultato il 10 gennaio 1973, con il 4º posto ottenuto nella discesa libera disputata a Pfronten, e l'ultimo piazzamento il 24 gennaio 1974 a Badgastein in slalom speciale (10ª); ai XII Giochi olimpici invernali di Innsbruck 1976 ottenne i suoi ultimi risultati agonistici classificandosi 16ª nella discesa libera, 27ª nello slalom gigante, 14ª nello slalom speciale e 7ª nella combinata, disputata in sede olimpica ma valida solo ai fini dei Mondiali 1976.

## Palmarès

### Coppa del Mondo
- Miglior piazzamento in classifica generale: 22ª nel 1972

### Can-Am Cup
- Vincitrice della classifica di discesa libera nel 1975[senza fonte]

### Campionati canadesi
- 2 medaglie (dati parziali)[2]:
  - 1 oro (discesa libera nel 1969)
  - 1 argento (combinata nel 1969)